# Film d'Arte Italiana
Film d'Arte Italiana (raison sociale complète : Società Anonima Italiana per Film d'Arte) est une maison cinématographique italienne spécialisée dans la production et la distribution de films qui fut active durant la période du muet. 

## Historique
La Film d'arte italiana fut constituée en 1909 à Rome sur l'initiative d'Adolfo Re Riccardi pour le compte des maisons cinématographiques Pathé et Le Film d'art. Les directions des deux maisons françaises, préoccupées par la concurrence des maisons italiennes sur les marchés internationaux, avaient décidé de s'implanter en Italie avec leur propre infrastructure de production, ce qui permettait en même temps d’exposer la pellicule produite en grande quantité à Vincennes. L'organigramme de la Film d'arte italiana se présentait comme suit :
- Charles Pathé, président;
- Gerolamo Lo Savio, directeur administratif;
- Adolfo Re Riccardi, directeur général;
- Ugo Falena, directeur artistique;
- Alfredo Campioni, directeur de la scène.

À l'instar de la société Le Film d'art, la maison romaine contracta les meilleurs interprètes de théâtre italiens, tâche facilitée par la présence dans son directoire de l'entrepreneur de théâtre Re Riccardi et du critique de théâtre Falena. Toujours à l'imitation du modèle français, la Film d'arte italiana s'orienta dès ses débuts vers les productions à caractère artistique et inspirées d'œuvres littéraires. On trouve parmi ses premières productions des adaptations cinématographiques d'œuvres de Shakespeare comme Othello (1909), Le Roi Lear (1910), Le Marchand de Venise (1911) et Roméo et Juliette (1912) ainsi que des drames historiques et des comédies dont les thèmes furent fournis par Falena. 
Parmi les collaborateurs, principalement italiens et français, de la Film d'arte italiana, on trouve les acteurs Ettore Berti, Cesare Dondini jr., Ferruccio Garavaglia, Alberto Nepoti, Ermete Novelli et Ubaldo Pittei; les actrices Vittoria Lepanto, Francesca Bertini, Maria Jacobini, Teresa Marianiet Stacia Napierkowska; et les réalisateurs Guido Brignone, Albert Capellani, Louis J. Gasnier et Gustavo Serena.
En 1917, le capital de la société fut racheté par Gioacchino Mecheri, qui fusionna la Film d'arte au sein de la Tiber Film, une manufacture de pellicule romaine dont il était propriétaire. En 1919, la Film d'arte fut intégrée dans l'Unione Cinematografica Italiana (UCI).

## Filmographie partielle
- 1909 : La Dame aux camélias (Camille) d'Ugo Falena
- 1909 : Carmen de Gerolamo Lo Savio
- 1910 : Salomé d'Ugo Falena
- 1910 : Folchetto de Narbonne (Folchetto di Narbona) d'Ugo Falena
- 1910 : Rigoletto de Gerolamo Lo Savio
- 1910 : Le Roi Lear (Re Lear) de Gerolamo Lo Savio
- 1910 : La Mort civile (La morte civile) de Gerolamo Lo Savio
- 1910 : Histoire des Borgia (Lucrezia Borgia) d'Ugo Falena
- 1916 : Chiffonnette d'Ubaldo Pittei
- 1916 : Diane la mystérieuse (La Misteriosa) d'Ubaldo Pittei
- 1917 : Mauvais sentier (Nel rifugio) d'Ubaldo Pittei
- 1920 : Vertige d'amour (Vertigine) de Baldassarre Negroni
- 1919 : La signora senza pace de Baldassarre Negroni
- 1919 : Fiamma simbolica d'Eugenio Perego
- 1919 : Bimbi lontani de Baldassarre Negroni
- 1919 : La vita senza scopo de Baldassarre Negroni
- 1920 : Les Joies de la famille (Le gioie del focolare) de Baldassarre Negroni
- 1921 : La congiura dei Fieschi d'Ugo Falena
- 1924 : Il pane altrui de Telemaco Ruggeri